# 卡特縣 (蒙大拿州)
卡特縣（英語：Carter County）是美國蒙大拿州東南角的一個縣，東鄰南達科他州，南鄰懷俄明州。面積8,672平方公里。根據美國2000年人口普查，共有人口1,360人。治所伊卡拉卡（Ekalaka）。
成立於1917年。縣名紀念代表該州的參議員湯瑪斯·亨利·卡特（Thomas Henry Carter）。